# IFK Norrköping
Idrottsföreningen Kamraterna Norrköping, známější pod zkráceným názvem IFK Norrköping, je švédský fotbalový klub z města Norrköping. Založen byl roku 1897.

## Trofeje
- Vítěz Allsvenskan (13): 1942/43, 1944/45, 1945/46, 1946/47, 1947/48, 1951/52, 1955/56, 1956/57, 1960, 1962, 1963, 1992, 2015
- Vítěz Svenska Cupen (6): 1943, 1945, 1968/69, 1987/88, 1990/91, 1993/94

## Výsledky v evropských pohárech
| Sezóna  | Soutěž | Kolo |                 | Soupeř              | Výsledek           |
| ------- | ------ | ---- | --------------- | ------------------- | ------------------ |
| 1956–57 | PMEZ   | 1/16 | Itálie          | ACF Fiorentina      | 1–1, 0–1           |
| 1957–58 | PMEZ   | 1/16 | Jugoslávie      | FK Crvena zvezda    | 2–2, 1–2           |
| 1962–63 | PMEZ   | Kv.  | Albánie         | Partizani Tirana    | 2–0, 1–1           |
|         |        | 1/16 | Portugalsko     | Benfica Lisabon     | 1–1, 1–5           |
| 1963–64 | PMEZ   | Kv.  | Belgie          | Standard Lutych     | 0–1, 2–0           |
|         |        | 1/16 | Itálie          | AC Milan            | 1–1, 2–5           |
| 1968–69 | PVP    | 1.   | Severní Irsko   | Crusaders FC        | 4–1, 2–2           |
|         |        | 2.   | Norsko          | FK Lyn              | 3–2, 0–2           |
| 1969–70 | PVP    | 1.   | Malta           | Sliema Wanderers FC | 5–1, 0–1           |
|         |        | 2.   | Německo         | FC Schalke 04       | 0–0, 0–1           |
| 1972–73 | UEFA   | 1.   | Rumunsko        | Flamura Roşie Arad  | 2–0, 2–1           |
|         |        | 2.   | Itálie          | Inter Milán         | 0–2, 2–2           |
| 1978–79 | UEFA   | 1.   | Skotsko         | Hibernian FC        | 0–0, 2–3           |
| 1982–83 | UEFA   | 1.   | Anglie          | Southampton         | 0–0, 2–2           |
|         |        | 2.   | Itálie          | AS Řím              | 1–0, 0–1 (2–4 pen) |
| 1988–89 | PVP    | 1.   | Itálie          | Sampdoria Janov     | 2–1, 0–2           |
| 1990–91 | UEFA   | 1.   | Německo         | 1. FC Köln          | 0–0, 1–3           |
| 1991–92 | PVP    | 1.   | Lucembursko     | Jeunesse Esch       | 4–0, 2–1           |
|         |        | 2.   | Francie         | AS Monaco           | 1–2, 0–1           |
| 1992–93 | UEFA   | 1.   | Itálie          | AC Turín            | 1–0, 0–3           |
| 1993–94 | UEFA   | 1.   | Belgie          | KV Mechelen         | 0–1, 1–1           |
| 1994–95 | PVP    | Př.  | Česko           | FK Viktoria Žižkov  | 3–3, 0–1           |
| 2000–01 | UEFA   | Př.  | Faerské ostrovy | GÍ Gøta             | 2–1, 2–0           |
|         |        | 1.   | Česko           | FC Slovan Liberec   | 2–2, 1–2           |

## Známí hráči
- Sven Axbom [1]
- Tomas Brolin [1]
- Niclas Kindvall [1]
- Ove Kindvall [1]
- Gösta Löfgren [1]